# Alberto Simonini
Alberto Simonini (Reggio Emilia, 19 febbraio 1896 – Strasburgo, 6 luglio 1960) è stato un politico italiano.

## Biografia
Nasce a Reggio Emilia il 19 febbraio 1896, nel sobborgo di Villa Ospizio, da Augusto (manovale della stazione ferroviaria) e Faustina Gallinari (contadina).
Terminate le scuole elementari, trova lavoro come operaio meccanico. Nel 1912, a Brescia, organizza il primo Circolo giovanile socialista e comincia a collaborare con il settimanale del partito Brescia nuova, iscrivendosi alla Federazione Giovanile Socialista (FIGS). Il 23 luglio subisce una condanna a 3 giorni di carcere per propaganda antimilitarista.
Il 1º maggio 1913, durante la festa del lavoro, tiene i suoi primi comizi nei paesi di Ghedi e Montirone, nella provincia bresciana. Diviene segretario della FIGS e supplente nella commissione esecutiva della Camera del Lavoro CGIL. Nel 1914 rientra a Reggio e comincia a collaborare con La Giustizia, periodico fondato da Camillo Prampolini.
Il 7 maggio 1915, durante una riunione della FIGS provinciale, approssimandosi l'intervento italiano in guerra, propone lo sciopero generale. Messo in minoranza, si dimette dalla carica di segretario. Nel 1916 viene chiamato alle armi, ed è deferito al Tribunale speciale di Piacenza per un tentativo di diserzione. Il procedimento viene sospeso, riesumato con un arresto di pochi giorni nel 1919, poi definitivamente estinto per amnistia nel 1920. In quell'anno assume la guida del direttorio massimalista di Reggio Emilia, assieme ad Antonio Piccinini e Domenico Cavecchi.
Lentamente evolve verso l'orientamento politico riformista, aderendo infine alla mozione turatiana (riformista) denominata "Concentrazione". Nel 1921, durante il congresso di Livorno del PSI, pur sostenendo ancora la frazione massimalista, si batte per l'unità del partito criticando l'internazionalismo comunista. I socialisti riformisti reggiani decidono di non partecipare alle elezioni per evitare lo scontro violento con i fascisti.
Nell'agosto del '22 aderisce al Partito socialista unitario (PSU), il nuovo partito socialista riformista di Turati, Treves, Matteotti, Buozzi e Prampolini, dei quali i massimalisti si vollero disfare proprio alla vigilia della marcia su Roma.

In rappresentanza della Camera del Lavoro parmigiana, incontra nel 1923 il deputato fascista Farinacci. In quei giorni sono frequenti gli attacchi fascisti contro la Camera del Lavoro locale, accusata di congiurare contro lo Stato: verrà sciolta con decreto prefettizio del 14 marzo.
Il 28 giugno il Simonini è bandito da Parma con foglio di via obbligatorio. Riceve l'incarico d'essere ispettore viaggiante del giornale La giustizia quotidiana, organo del PSU, diretto da Claudio Treves. Diventa segretario del comitato elettorale dell'Emilia-Romagna per la campagna del 1924. In quell'anno svolge l'incarico d'ispettore del partito alle dipendenze dirette del segretario, Giacomo Matteotti, fino all'assassinio di quest'ultimo.

Si trasferisce quindi a Torino per dirigere il segretariato regionale della Federazione degli operai edili e il segretariato confederale della provincia di Torino.

Si dedica alla professione di rappresentante di commercio, essendogli ormai molto difficile – a causa delle precedenti esperienze sindacali – trovare un lavoro dopo l'instaurazione del regime fascista.
Nel '29 Simonini rientra a Reggio nell'Emilia: il partito socialista non esiste più. Nel 1932 è arrestato per due volte, sulla base di denunce anonime. Si trasferisce, quindi, a Bologna.
Nell'agosto del 1943 partecipa al secondo incontro di Barco (il primo si era svolto in luglio). Queste riunioni si proponevano come obiettivo la ricostruzione di un'organizzazione socialista, che non esisteva più dal 1926. Simonini e Giacomo Lari rappresentano la componente socialista del costituendo CLN. Simonini rifiuta il ricorso alla lotta armata in nome del principio della non-violenza, proprio del riformismo prampoliniano, scontrandosi con Cesare Campioli (PCI), Pellizzi (PdA) e don Simonelli. Di fronte alla direttiva di partecipare attivamente alla lotta armata, Simonini e Lari si dimettono dal CLN e vengono sostituiti da Ferrari e Prandi.
Si comincia a parlare della possibilità di una scissione all'interno dello PSIUP (il partito socialista si chiamava così dalla fusione con il MUP di Basso).

Nel 1946 si tengono le elezioni amministrative: a Reggio, primato dei comunisti (46,14%) ma interessante risultato socialista (26,64%). Il congresso di Firenze porta a escludere definitivamente la possibilità di una fusione con i comunisti, a seguito dell'affermazione delle frange autonomiste di Iniziativa Socialista, di Sandro Pertini, e di Critica Sociale.
Simonini a Reggio continua a battersi per l'unità del partito, ma il congresso nazionale si svolgerà addirittura in due sedi differenti.
7 gennaio 1947: due giorni prima dell'avvio del nuovo congresso, Simonini è certo di un'imminente scissione. Si rivolge a Sandro Pertini, alla direzione dell'Avanti: egli, da sempre garante dell'unità, farà il tentativo di presentare una mozione per salvare il partito dalla frattura, e cercherà di dialogare con Nenni e Basso, per coordinare le diverse posizioni. L'operazione fallisce, secondo Pertini, per lo scarso impegno di Nenni (Basso approfitta della situazione).

11 gennaio: scissione di palazzo Barberini. Nasce il Partito Socialista dei Lavoratori Italiani (PSLI). Il manifesto del nuovo partito è pubblicato da Reggio democratica. La scissione, anziché dilatare l'area socialista, comincia a comprimerla ulteriormente a favore del PCI e a scapito dello stesso PSI.
Nel dicembre di quell'anno il PSLI entra a far parte del governo De Gasperi, assieme ai repubblicani.
Alberto Simonini rimane segretario nazionale del partito fino alla primavera, quando si dimette a motivo dei contrasti causati nella direzione dall'adesione dell'Italia al Patto Atlantico (che viene respinta da un accordo tra centro e sinistra socialdemocratica). Da quel momento si mette a capo di una corrente che si pone all'estrema destra del partito e sostiene l'unificazione delle diverse correnti interne (il PSU di Romita e il PSLI di Saragat, che nel 1951 si fonderanno infatti nel nuovo Partito Socialista Democratico Italiano (PSDI)), ma non il dialogo con il PSI.
Gennaio 1952: al congresso nazionale, Simonini afferma l'importanza dell'atlantismo e della collaborazione stabile tra le forze democratiche, fuori delle quali si sono poste la destra da una parte e il comunismo e il socialismo dall'altra. Egli afferma, nel contempo, la necessaria indipendenza dei sindacati da qualsiasi ingerenza ideologica, politica o religiosa, diretta o indiretta.
In seguito all'adesione alla nuova legge elettorale, nel 1953 il partito si divide: Codignola capeggia la sinistra. I risultati elettorali vedono il PSDI perdere circa un terzo del proprio elettorato.
La destalinizzazione del 1956, attuata da Chruščёv, vede il PSDI statico e indifferente. Nenni e Saragat, forti della comune critica al PCI – ancora ideologicamente ancorato a un modello autoritario di socialismo – tentano un riavvicinamento.
Il congresso di Venezia del 1957 approva le tesi di Nenni, ma la maggioranza boccia le speranze di Saragat. In occasione del congresso di Roma, nel 1959, una corrente capeggiata da Matteo Matteotti e Mario Zagari lascia il partito per fondare il MUIS (poi confluito nel PSI); la tendenza di Saragat, invece, è quella di favorire l'apertura a sinistra e di non tagliare i ponti con il PSI, tenendo aperta la prospettiva dell'unificazione dei due partiti.
Il 6 luglio 1960 Alberto Simonini muore improvvisamente, a 64 anni, di attacco cardiaco, a Strasburgo, dove si trova per prender parte ai lavori dell'Assemblea parlamentare europea. Verrà sostituito nella carica al parlamento italiano da Giuseppe Amadei.